# Cryptosepalum
Cryptosepalum es un género de fanerógamas perteneciente a la familia Fabaceae. Es originario de África tropical. Comprende 32 especies descritas y de estas, solo 11 aceptadas.

## Taxonomía
El género fue descrito por George Bentham y publicado en Journal of Botany, British and Foreign 66: 141. 1928.

## Especies
A continuación se brinda un listado de las especies del género Cryptosepalum aceptadas hasta mayo de 2011, ordenadas alfabéticamente. Para cada una se indica el nombre binomial seguido del autor, abreviado según las convenciones y usos. 
- Cryptosepalum congolanum (De Wild.) J.Leonard
- Cryptosepalum diphyllum P.A.Duvign.
- Cryptosepalum elegans Letouzey
- Cryptosepalum exfoliatum De Wild.
- Cryptosepalum katangense (De Wild.) J.Leonard
- Cryptosepalum maraviense Oliv.
- Cryptosepalum mimosoides Oliv.
- Cryptosepalum minutifolium (A.Chev.) Hutch. & Dalziel
- Cryptosepalum pellegrinianum (J.Leonard) J.Leonard
- Cryptosepalum staudtii Harms
- Cryptosepalum tetraphyllum (Hook.f.) Benth.